# Asijské zimní hry 2003
Asijské zimní hry 2003 byly páté v pořadí a uskutečnily se od 1. do 8. února 2003 v prefektuře Aomori na severu ostrova Honšú v Japonsku. Soutěže v jednotlivých sportech probíhaly ve městech: 
- Ajigasawa — akrobatické lyžování, snowboarding
- Aomori — curling, krasobruslení
- Hačinohe — lední hokej (muži), rychlobruslení
- Iwaki — biatlon
- Misawa — lední hokej (ženy), short track
- Owani — alpské lyžování, běh na lyžích, skoky na lyžích.

## Sporty
Sportovci soutěžili v 51 disciplínách jedenácti sportů a třech ukázkových disciplínách.
| Sport                | Disciplíny |
| -------------------- | ---------- |
| Akrobatické lyžování | 2          |
| Alpské lyžování      | 4          |
| Běh na lyžích        | 7          |
| Biatlon              | 6          |
| Curling              | 2          |
| Krasobruslení        | 4          |
| Lední hokej          | 2          |
| Rychlobruslení       | 9          |
| Short track          | 10         |
| Skoky na lyžích      | 2          |
| Snowboarding         | 3+3        |

## Země a medaile
Her se zúčastnilo 641 sportovců ze sedmnácti zemí.
| Země             | Sportovci | Zlato | Stříbro | Bronz | Medaile |
| ---------------- | --------- | ----- | ------- | ----- | ------- |
| Čína             | 175       | 9     | 11      | 13    | 33      |
| Indie            | 14        | 0     | 0       | 0     | 0       |
| Írán             | 23        | 0     | 0       | 0     | 0       |
| Japonsko         | 237       | 24    | 23      | 20    | 67      |
| Jižní Korea      | 197       | 10    | 8       | 10    | 28      |
| Kazachstán       | 140       | 7     | 7       | 6     | 20      |
| Kyrgyzstán       | 15        | 0     | 0       | 0     | 0       |
| Libanon          | 11        | 1     | 1       | 0     | 2       |
| Mongolsko        | 58        | 0     | 0       | 0     | 0       |
| Nepál            | 6         | 0     | 0       | 0     | 0       |
| Pákistán         | 10        | 0     | 0       | 0     | 0       |
| Palestina        | 2         | 0     | 0       | 0     | 0       |
| Severní Korea    | 51        | 0     | 1       | 1     | 2       |
| Tádžikistán      | 15        | 0     | 0       | 0     | 0       |
| Thajsko          | 42        | 0     | 0       | 0     | 0       |
| Čínská Tchaj-pej | 26        | 0     | 0       | 0     | 0       |
| Uzbekistán       | 6         | 0     | 0       | 1     | 1       |